# Qima

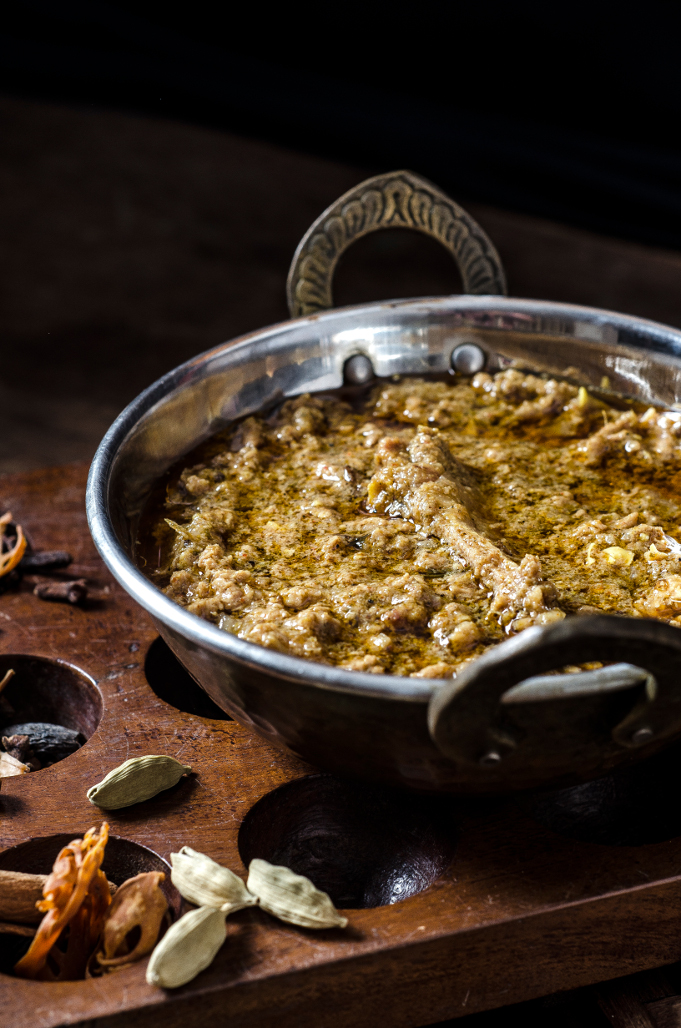
Qima z Hyderabadu

Kima, ang. keema, hindi क़ीमा, pendż. ਕੀਮਾ – tradycyjna potrawa kuchni indyjskiej, zwłaszcza w jej wersji muzułmańskiej. Składa się głównie z mielonego mięsa (w istocie słowo kima/qima oznacza w urdu po prostu „mielone mięso”), z dodatkiem jarzyn i przypraw. 
Kima bywa również używana jako nadzienie do samosy.